# Offiziershochschule für ausländische Militärkader „Otto Winzer“

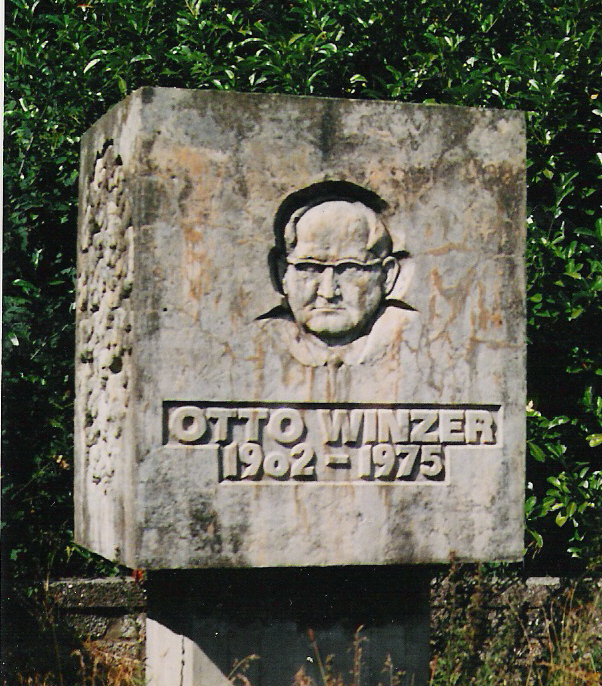
Otto Winzer Prora

Die Offiziershochschule für ausländische Militärkader „Otto Winzer“ war eine Offiziershochschule der Nationalen Volksarmee (OHS) zur Ausbildung von Offiziersschülern ausschließlich aus Ländern der „Dritten Welt“ mit Sitz in Block IV des Prora-Komplexes auf Rügen. Der Schulbetrieb wurde im September 1981 aufgenommen und endete im Sommer 1990. Benannt war die Schule nach dem ehemaligen Außenminister der DDR Otto Winzer.

## Vorgeschichte
Die erste Ausbildung von Militärs aus einem Dritte-Welt-Staat fand ab 1964 in der Flottenschule Parow und anderen Volksmarine-Standorten statt. Hier wurden zukünftige Marinekader Sansibars ausgebildet. Die Ausbildung war gekoppelt mit der Lieferung von Patrouillenbooten an den Inselstaat.
Ab 1973 wurden von der NVA in Naumburg Kader für die Sozialistische Republik Vietnam ausgebildet. Ebenfalls 1973 begannen Planungen für die Ausbildung von Kadern aus der Volksrepublik Kongo, die jedoch erst wesentlich später realisiert wurden, als der Lehrbetrieb in Prora bereits aufgenommen worden war. Ab 1975 wurden Kader für mosambikanische Grenztruppen, ab 1978 libysche Kader für die Luftstreitkräfte ausgebildet.
Die Ausbildung für Angehörige des Sandinistischen Volksheeres (Ejército Popular Sandinista = EPS) Nicaraguas wurde von nicaraguanischer Seite bereits im Januar 1980 erbeten, obwohl – oder gerade – das EPS erst wenige Monate zuvor gegründet worden war. Schlüsselfigur in der Zusammenarbeit zwischen NVA und EPS war der nicaraguanische Verteidigungsminister, Comandante de la Revolución Humberto Ortega. Nach Storkmann war Nicaragua „Schwerpunktland der Ausbildungshilfe“ der OHS „Otto Winzer“.

## Namensgebung
Ursprünglich standen für die Namensgebung der OHS drei sozialistische Persönlichkeiten zur Auswahl:
1. der ehemalige Oberbürgermeister von Ostberlin, Friedrich Ebert (Sohn des Reichspräsidenten Friedrich Ebert),
2. der Schriftsteller Ludwig Renn, Teilnehmer des Ersten Weltkrieges und Interbrigadist im Spanischen Bürgerkrieg, und
3. der ehemalige Außenminister der DDR Otto Winzer

Warum die OHS schließlich nach dem 1975 verstorbenen Winzer benannt wurde, ist unklar.

## Gründung und Dienstbetrieb
Aufgestellt wurde die OHS mit Personal der Offiziershochschule der Landstreitkräfte „Ernst Thälmann“ und der Militärtechnischen Schule der Landstreitkräfte „Erich Habersaath“ (MTS). Ziel der Einrichtung war die Hebung des Ansehens der DDR im Ausland, offenbar unabhängig vom finanziellen Aufwand. Die Gründung der OHS wurde durch den Verteidigungsminister im November 1980 befohlen. Vorgesehen waren 500 Ausbildungsplätze, davon 100 für Politoffiziere und 50 für die Weiterbildung von Offizieren auf Bataillonsebene. Die Ausbildung wurde in sechs Kompanien betrieben. Trotz Beschaffungsproblemen und Mangelwirtschaft wurde die OHS in nur einem Jahr aufgebaut. Der Ausbildungsbeginn wurde auf den September 1981 festgelegt. Die Entscheidung für den Standort Prora fiel aufgrund der geographischen Abgeschiedenheit, die eine relative Geheimhaltung und gute Kontrollmöglichkeiten gewährleistete. Eine Rolle spielte aber auch die Nähe der MTS „Erich Habersaath“ in Bezug auf Ausbildungspersonal und Ausbildungslogistik.
Erster Kommandeur der OHS war Generalmajor Helmut Geisler (* 1925), der noch als Leutnant in der Wehrmacht gedient hatte und 1945 in sowjetische Kriegsgefangenschaft geraten war. Im November 1984 dienten in der OHS 158 Offiziere, 31 Fähnriche, 55 Berufsunteroffiziere, 24 Unteroffiziere auf Zeit und 49 Grundwehrdienstleistende. Hinzu kamen 98 Zivildienstbeschäftigte. Ein personeller Engpass entstand 1987 durch weitere außerplanmäßige nicaraguanische Ausbildungsforderungen für 161 Angehörige des Sandinistischen Volksheeres. Trotz zusätzlicher Ausbildungskosten von rund 7,2 Mill. Mark stimmte die DDR zu.
Abgesehen von wenigen Ausnahmen übernahm die DDR die vollen Ausbildungskosten. Ausnahmen bildeten insbesondere Libyen und Syrien. Die Kostenansätze wurden je nach Ausbildungszeiten zwischen vier und fünf Jahren von 58.000 $ (Landstreitkräfte) bis zu 116.800 $ (Luftstreitkräfte) geschätzt. Die rechtliche Situation der Schüler wurde in Regierungsabkommen vertraglich geregelt. Während der Ausbildungszeit in der DDR lag die Disziplinargewalt bei den Kommandeuren der Lehreinrichtungen. Die Unterbringung und Ausgangsregelungen richteten sich nach NVA-Vorschriften. Die Offizierschüler erhielten ein monatliches Taschengeld von 200 Mark, Unteroffizierschüler 150 Mark.

## Ausbildung
Die Ausbildung erfolgte ausschließlich nach den Bestimmungen der NVA und an deren Waffen und Gerät. Die Ausbildungssprache war Deutsch; für die Schüler wurden dafür eigens Sprachkurse an der OHS selbst oder aber am Spracheninstitut der NVA in Naumburg eingerichtet. Während des Dienstes wurde die NVA-Uniform ohne Emblem getragen, vermutlich auch ohne Dienstgradabzeichen. Außer Dienst trugen die Schüler Zivilkleidung, an Feiertagen ihre nationalen Uniformen.
Für die Ausbildungsfelder
- Waffentechnische Dienste
- Kfz.-Dienst
- Panzerdienst
- Chemischer Dienst
- Rückwärtige Sicherstellung
- Nachrichtendienst
- Pionierdienst
- Artillerie und
- Mot.-Schützen

wurden hochschuleigene Programme ausgearbeitet. Ein weiteres Ausbildungsfeld war das des Politoffiziers. Der gesellschaftswissenschaftliche Anteil umfasste rund 18 % des Ausbildungsplans; der Ausbildungsschwerpunkt lag daher eindeutig auf „klassischen militärischen Feldern“. In einigen Fällen war der Wegfall der gesellschaftswissenschaftlichen Ausbildung vertraglich geregelt, so mit Syrien, dem Nordjemen, Libyen und der Sozialistischen Fortschrittspartei (PSP) des Libanon.
Aufgrund der heterogenen Herkunft der Schüler stieß das Ausbildungspersonal durchaus auf politische Auffassungen, die dem eigenen politischen Kanon widersprachen. So sahen Kongolesen die Sowjetunion schlicht als zweite Supermacht an und waren generell an der früheren Kolonialmacht Frankreich orientiert. Im Gegensatz zu Schülern aus dem arabischen Raum besaßen die Äthiopier kein negatives Israelbild und hielten die israelische Besetzung arabischer Gebiete als Selbstschutz für gerechtfertigt.

## Sonderlehrgänge
Ein erster Sonderlehrgang fand auf Wunsch des Ministeriums für Verteidigung Nicaraguas statt, d. h. Humberto Ortegas, der seine eigene militärische Ausbildung 1967/68 in Kuba und Nordkorea absolviert hatte. Der Sonderlehrgang mit 100 Teilnehmern fand von September 1985 bis Februar 1986 statt, von denen 98 erfolgreich abschlossen. Für diese zusätzliche Ausbildung mussten von anderen NVA-Einheiten weitere Ausbilder zur Verfügung gestellt werden, so z. B. 15 Angehörige des Fallschirmjägerbataillons 40.
Wiederum auf Wunsch Nicaraguas fand ein zweiter Sonderlehrgang von November 1987 bis Oktober 1988 statt. Er wurde von 99 Absolventen auf den Feldern Mot.-Schützen und Aufklärungszugführer abgeschlossen. Parallel zum Lehrbetrieb in Prora wurden außerdem unter strengster Geheimhaltung 180 „ausländische“ Soldaten vom August 1986 bis April 1988 an der Unteroffizierschule I „Rudolf Egelhofer“ in Weißkeißel ausgebildet. Die nicaraguanische Herkunft der „Ausländer“ erschloss sich später lediglich aus Zeitzeugenbefragungen, da keine entsprechenden Dokumente überliefert sind.
Hintergrund beider Lehrgänge war offensichtlich der Contra-Krieg, der sich Mitte der 1980er-Jahre auf dem Höhepunkt befand und alle Ressourcen des Sandinistischen Volksheeres in Anspruch nahm.

## Rücksichtnahme auf kulturelle Unterschiede
Bei der Zusammensetzung der Ausbildungskompanien wurde auf regionale bzw. kulturelle Gemeinsamkeiten Rücksicht genommen. Auch wurde für die meist aus tropischen bzw. subtropischen Regionen stammenden Schüler im Winter auf die Geländeausbildung verzichtet. Für Muslime wurde ein Gebetsraum eingerichtet, auf dem Schlachthof Bergen eigens Schafe für den Ramadan geschächtet, eher inoffiziell auch in den Teeküchen der Kaserne. Christliche Schüler wie z. B. die überwiegend katholischen Nicaraguaner waren offenbar auf Kirchen in der Umgebung angewiesen.
Ein spezifisches Problem ergab sich mit der militärischen Ausbildung Jugendlicher. Entgegen den Abkommen, dass nur Schüler ab dem vollendeten 18. Lebensjahr ausgebildet werden durften, hatte Nicaragua auch einen 15- und einen 16-jährigen Kursanten entsandt sowie mehrere 17-Jährige. Trotz Bedenken von deutscher Seite verblieben diese jedoch in der Ausbildung.
Die beabsichtigte Geheimhaltung der Einrichtung bzw. des Ausbildungsbetriebs gelang nicht, da die Schüler in Binz oder Bergen auf Rügen in Bars und Gaststätten verkehrten. Einige Schüler wohnten offenbar auch dauerhaft in privaten Quartieren. Die Ausgangsregelungen waren relativ freizügig.

## Herkunftsländer der Offiziersschüler
- Nicaragua (Sandinistisches Volksheer)
- Palästina (PLO)
- Kuba
- Tansania
- Demokratische Volksrepublik Äthiopien
- Volksrepublik Mosambik
- Sozialistische Republik Vietnam
- Laos
- Volksrepublik Kampuchea (Kambodscha)
- Afghanistan
- Syrien
- Simbabwe
- Sambia
- Volksrepublik Kongo
- Jemenitische Arabische Republik (Nordjemen)
- Volksdemokratische Republik Jemen (Südjemen)
- Demokratische Volksrepublik Korea (Nordkorea)

Anfragen zur Ausbildungsmöglichkeit kamen auch aus Benin, Mexiko, Uganda, Panama, der SWAPO sowie aus kommunistischen Parteien Guatemalas und Costa Ricas. Die Anfragen wurden offenbar jedoch entweder abschlägig beschieden oder die Ausbildung kam aus anderen Gründen nicht zustande.

## Abwicklung
Die Veränderungen der politischen Lage ab Oktober 1989 wurden an der OHS spätestens spürbar, als im Januar 1990 nordkoreanische Offizierschüler ihren Jahresurlaub nahmen und nicht zurückkehrten. Im März prüfte eine kubanische Besucherkommission, ob die Ausbildung ihrer Kader noch möglich sei. Das Ergebnis scheint negativ ausgefallen zu sein, da bis Ende August alle kubanischen Schüler abgezogen wurden.
Am 10. September 1990 befahl der Kommandeur die Regelung des Ausbildungsbetriebs bis zum 3. Oktober, dem Tag der deutschen Einheit. Am 22. September übergab Generalmajor Seefeldt die Dienstgeschäfte an Oberst Schäfer. Am 3. Oktober wurde die Schule in „Offizierhochschule der Bundeswehr Prora“ umbenannt. Sie wurde im April 1991 aufgelöst und dem Nachkommando der MTS unterstellt.

## Kommandeure
- 1981–1986: Generalmajor Helmut Geisler (* 1925)
- 1986–1990: Generalmajor/Generalleutnant Artur Seefeldt (1930–2018)

## Chronologie
- 2. Dezember 1980: Kommandeur Generalmajor Helmut Geisler nimmt seine Tätigkeit auf.
- 1. Juni 1981: Formale Inkraftsetzung der Ausbildungsprogramme.
- 1. September 1981: Aufnahme der Lehrtätigkeit, Verleihung des Ehrennamens „Otto Winzer“ durch Ministerbefehl.
- 9. Dezember 1981: Verleihung der Truppenfahne durch Generaloberst Horst Stechbarth. Ehrengast ist die Schwester Otto Winzers, Ella Rumpf (1907–2002).[7]
- Oktober 1983: Verabschiedung der ersten Absolventen, die aus der Volksrepublik Kongo stammen.
- 1. September 1984: Dem Wissenschaftlichen Rat der OHS wird das Recht zur Verleihung akademischer Titel verliehen.
- 21. Februar 1986: Der Vorsitzende des Staatsrates der DDR Erich Honecker verleiht der OHS den Vaterländischen Verdienstorden in Gold.
- 18. März 1986: Erste Lehrerkonferenz der OHS.
- November 1986: Übergabe der OHS durch Stechbarth von Geisler an Generalmajor Seefeldt.
- Juli 1987: Eine Delegation der OHS besucht eine OHS in Odessa/Ukrainische Sowjetrepublik.
- September 1989: Eine Delegation der OHS besucht die OHS „Wilhelm Pieck“ in Ho-Chi-Minh-Stadt (ehemals Saigon)/Vietnam.
- 22. September 1990: Übergabe des Kommandos von Generalleutnant Seefeldt an Oberst Schäfer.
- 3. Oktober 1990: Umbenennung der OHS „Otto Winzer“ in OHS der Bundeswehr Prora.
- April 1991: Auflösung und Unterstellung unter das Nachkommando der MTS.